# Harold Lane
Harold Mansfield Lane (født 13. marts 1895 i Edinburgh, død 24. juni 1972 i London) var en britisk roer.
Lane begyndte at ro i Portobello Rowing Club i Edinburgh og blev skotsk juniormester i 1914. På grund af sit arbejde flyttede han i 1920 til London og fortsatte derpå med at ro i Thames Rowing Club. Allerede i sin første sæson i klubben vandt han adskillige titler i forskellige bådtyper. Han havde dog sin bedste periode i midten af 1920'erne, hvor han blandt andet var med til at vinde i otteren ved Henley Royal Regatta tre gange (1925, 1927 og 1928) samt i firer uden styrmand i 1926 og 1927.
Til OL 1928 i Amsterdam sendte briterne otteren fra Thames, som ud over Lane bestod af Felix Badcock, Jamie Hamilton, Guy Nickalls, Donald Gollan, Gordon Killick, Jack Beresford, Harold West og styrmand Arthur Sulley. Briterne sejrede i de første tre runder, mens de var oversiddere i semifinalen. I finalen mødte de de forsvarende mestre fra OL 1924 og 1920, USA, der med sejrede mere end to sekunders forspring, så briterne fik sølv, mens den tabende semifinalist, Canada, fik bronze.

## OL-medaljer
- 1928:  Sølv i otter